# Zeugma valdezi
Zeugma valdezi är en insektsart som beskrevs av Frederick Arthur Godfrey Muir 1917. Zeugma valdezi ingår i släktet Zeugma och familjen Derbidae. Inga underarter finns listade i Catalogue of Life.